# Anthopleura xanthogrammica
L'anemone verde gigante (Anthopleura xanthogrammica Brandt, 1835), anemone verde o anemone gigante delle pozze di marea è una attinia della famiglia Actiniidae.

## Descrizione
La larghezza e l'altezza della colonna possono raggiungere rispettivamente un massimo di 17,5 e 30 cm. La corona di tentacoli può raggiungere i 25 cm di diametro, mentre la colonna stessa tende ad essere più larga alla base per offrire un collegamento più stabile alle rocce.
Ha una superficie del disco orale ampia e piatta e non presenta strisce, bande o altri segni.

## Biologia
Le alghe, le Zooclorelle, i dinoflagellati e le Zooxantelle vivono nell'epidermide e nel tessuto intestinale degli anemoni verdi giganti. In questa relazione simbiotica, le Zooclorelle e le Zooxantelle forniscono nutrienti all'anemone attraverso la fotosintesi e contribuiscono al colore verde brillante del disco orale e dei tentacoli dell'anemone. Anche il colore verde brillante è dovuto alla pigmentazione.
Gli anemoni Anthopleura xanthogrammica che vivono nelle caverne e nelle zone ombreggiate hanno ridotti o nessun simbionte naturale e tendono ad essere meno colorati.

### Comportamento
Questi anemoni tendono a vivere una vita solitaria, ma occasionalmente possono essere visti in gruppi con non meno di 14 individui per metro quadrato. Possono muoversi lentamente utilizzando i dischi basali, ma di solito rimangono sessili. Come altri anemoni, quelli dei pozzi di marea possono utilizzare cellule urticanti situate nei tentacoli come protezione dai predatori e come meccanismo per catturare le prede.

### Riproduzione
Gli anemoni verdi si riproducono sessualmente tramite fecondazione esterna di sperma e uova nel tardo autunno. Le larve pelagiche planctotrofiche appena formate galleggiano nell'acqua fino a disperdersi e stabilirsi nei letti di mitili.

### Alimentazione
Le nematocisti trovate nei tentacoli aiutano gli anemoni giganti verdi a catturare e paralizzare la preda. Una volta completata l'alimentazione e la digestione, l'anemone espelle i suoi rifiuti attraverso l'apertura della bocca.

## Colorazione
Se l'anemone verde gigante è esposta a una quantità adeguata di luce solare, può apparire di un verde brillante quando immersa nell'acqua.
Quando non è sommerso appare verde scuro o marrone. Questo perché l'anemone tende a chiudersi e ad "abbassarsi" e la sua colonna ora esposta è in realtà verde scuro e leggermente marrone, ma i tentacoli nascosti e il disco orale sono di un verde brillante.

### Tentacoli
I tentacoli, corti e conici, sono disposti in sei o più file che circondano il disco orale e possono essere appuntiti o smussati alle punte.

## Distribuzione e habitat
Generalmente, l'anemone verde gigante vive lungo le zone intercotidali medio-basse dell'Oceano Pacifico, dall'Alaska alla California meridionale e talvolta fino a Panama, dove possono verificarsi mareggiate di acqua fredda.
Gli anemoni verdi preferiscono abitare nei litorali sabbiosi o rocciosi, dove l'acqua rimane per gran parte della giornata. Generalmente si possono trovare in pozze di marea profonde fino a 15 m. Occasionalmente gli anemoni giganti delle pozze di marea possono essere trovati anche in canali profondi di coste rocciose più esposte e in palificazioni di cemento in baie e porti.

## Predatori e prede
I principali predatori degli anemoni verdi includono: la stella marina Dermasterias imbricata, il nudibranco Aeolidia papillosa e la lumaca Epitonium tinctum (entrambi si nutrono dei tentacoli), e le lumache Opalia chacei e Opalia funiculata e il ragno marino Pycnogonum stearnsi (che si nutre della colonna).
L'anemone si nutre di ricci di mare, piccoli pesci e granchi, ma le cozze sembrano essere la principale fonte di cibo. Ci sono rari casi in cui degli anemoni verdi giganti si sono cibati di uccelli marini. Non è noto se gli uccelli fossero vivi o morti quando furono inghiottiti dall'anemone.

## Specie simili
Occasionalmente, gli anemoni verdi giganti possono essere confusi con grandi individui di A. elegantissima o A. sola, ma entrambi questi altri anemoni hanno (di solito) tentacoli con la punta rosa e un disco orale striato, a differenza degli anemoni giganti delle pozze di marea.